# Adesmia pearcei
Adesmia pearcei är en ärtväxtart som beskrevs av Rodolfo Amando Philippi. Adesmia pearcei ingår i släktet Adesmia och familjen ärtväxter. Inga underarter finns listade i Catalogue of Life.